# 식품보존제
미생물에 의한 식품의 부패를 방지할 목적으로 식품에 첨가되는 물질.
광의로는 소금이나 설탕도 방부 효과가 있는 것으로 들어가지만, 보통은 첨가된 식품의 맛이나 향기에 변화를 주지 않는 것을 말한다. 제품이 균류(박테리아)나 곰팡이(진균)에 의한 부패 또는 화학성분의 분해에 의한 품질이 떨어지거나 변질하는 것을 예방하여 소비자의 건강과 안전을 지켜주는 것이 보존제를 사용하는 목적이다. 보존제를 사용함으로써 제품의 부패나 변질 때문에 소비자에게 발생하는 더 큰 피해를 막을 수도 있다.
소금, 설탕은 전통적으로 사용해 왔던 보존제이며, 가공식품에 사용되는 벤조산(안식향산, benzoic acid), 구연산(시트르산, 레몬산, citric acid), 소르브산(sorbic acid), 젖산(락틱산, lactic acid)과 같은 유기산, 이산화 황(SO2), 아황산염(sulfites), 질산염(nitrates), 아질산염(nitrites) 등을 비롯한 다양한 보존제가 사용되고 있다. 특히 식품에 사용되는 보존제는 '식품 첨가물(food additives)'로 분류되어 정부가 보존제의 종류와 사용 방법을 엄격하게 관리한다.

종류
- 데히드로초산류

데히드로초산은 식품, 의약품, 화장품 등에 사용되며, 곰팡이, 효모, 그람양성구균의 발육을 억제하여 변질을 막는다. 특히 탄수화물을 이용해 부패를 일으키는 미생물의 작용을 막기 위해 주로 사용한다.
- 소르빈산류

소르빈산은 1945년 미국에서 불포화지방산을 보존하기 위해 식품과 식품 포장지에 이용한 후 전 세계적으로 식품과 기타 물질의 보존료로 사용되기 시작했다. 최근에 육류에서는 질산염 사용이 제한되면서 소르빈산의 사용이 확대되는 추세이다. 소르빈산은 미생물의 포자를 공격하고 미생물의 성장을 억제하여 식품을 보존한다.
- 안식향산류

1900년경까지는 널리 사용되지 못했으나, 보존 능력이 뛰어나다. 최근 대량생산이 가능해지고 가격도 저렴해져 식품에 광범위하게 이용되고 있다. 안식향산은 소르빈산이나 프로피온산보다 산성식품에서 미생물의 성장을 억제하는 효과가 커 비탄산 청량음료, 과일주스, 탄산음료 등의 보존에 적합하다.
- 파라옥시안식향산류

파라옥시안식향산은 안식향산과 살리실산의 대체 보존료로 개발되었으며, 미생물의 효소활성을 억제하여 미생물의 성장을 막는다.
- 프로피온산류

프로피온산은 다양한 미생물의 대사산물로서 발효식품에도 자연적으로 존재한다. 효모와 세균 등에 항균 작용이 있으며, 외국에서는 일찍부터 널리 사용하고 있다.
| 보존료                                    | 대상 식품 | 사용량 | 사용 제한                                                                       |
| ----------------------------------------- | --- | --- | ------------------------------------------------------------------------------- |
| 데하이드로 초산나트륨                     | 자연치즈, 가공치즈, 버터류, 마가린류 | 0.5g/kg 이하 (데하이드로초산으로서) |                                                                                 |
| 소브산, 소브산칼륨                        | 자연치즈, 가공치즈, 식육가공품, 고래고기제품, 성게젓 땅콩버터, 어육가공품, 모조치즈 염분 8% 이하의 젓갈류, 된장, 고추장, 춘장, 어패 건제품 식포절임, 팥 앙금류 및 채소나 채소 된장 절임, 간장 절임, 소금 절임, 알로에즙 및 단무지, 잼, 케첩 발효음료류 (살균한 것은 제외) 과일주 | 3 g/kg 이하 (소브산으로서) 2 g/kg 이하 (소브산으로서) 1 g/kg 이하 (소브산으로서) 0.5 g/kg 이하 (소브산으로서) 0.05 g/kg 이하 (소브산으로서) 0.2 g/kg 이하 (소브산으로서)                          | 프로피온산나트륨/ 프로피온산칼슘 병용 시 프로피온산 및 소브산의 합계 3g/kg 이하 |
| 안식향산                                  | 과일. 채소류음료(비가열제품 제외), 탄산음료류(탄산수 제외), 기타 음료, 인상• 홍삼음료, 간장 | 0.6g/kg 이하 (안식향산으로서) |                                                                                 |
| 파라옥시안식향산메틸 파라옥시안식향산에틸 | 간장 식초 기타음료, 인삼 및 홍삼음료 소스류 과실류(표피 부분에 한함.) | 0.25 gL 이하 (파라옥시안식향산으로서) 0.1. g/L 이하 (파라옥시안식향산으로서) 0.1 gkg 이하 (파라옥시안식향산으로서) 0.2 g kg 이하 (파라옥시안식향산으로서) 0.012g/kg 이하 (파라옥시안식향산으로서) |                                                                                 |
| 프로피온산나트륨 프로피온산칼륨           | 빵류 자연치즈, 가공치즈 | 2.5 gkg 이하 (프로피온산으로서) 3 g kg 이하 (프로피온산으로서) |                                                                                 |

## 같이 보기
- 식품 저장